# Pseudoprosopis euryphylla
Pseudoprosopis euryphylla är en ärtväxtart som beskrevs av Hermann August Theodor Harms. Pseudoprosopis euryphylla ingår i släktet Pseudoprosopis och familjen ärtväxter.

## Underarter
Arten delas in i följande underarter:
- P. e. euryphylla
- P. e. puguensis